# LHFPL4
LHFPL4 (англ. LHFPL tetraspan subfamily member 4) – білок, який кодується однойменним геном, розташованим у людей на 3-й хромосомі. Довжина поліпептидного ланцюга білка становить 247 амінокислот, а молекулярна маса — 27 007.
| 10         |  | 20         |  | 30         |  | 40         |  | 50         |
| ---------- |  | ---------- |  | ---------- |  | ---------- |  | ---------- |
| MLPSQEASKL |  | YHEHYMRNSR |  | AIGVLWAIFT |  | ICFAIINVVV |  | FIQPYWVGDS |
| VSTPKPGYFG |  | LFHYCVGSGL |  | AGRELTCRGS |  | FTDFSTIPSS |  | AFKAAAFFVL |
| LSMVLILGCI |  | TCFSLFFFCN |  | TATVYKICAW |  | MQLLAALCLV |  | LGCMIFPDGW |
| DAETIRDMCG |  | AKTGKYSLGD |  | CSVRWAYILA |  | IIGILNALIL |  | SFLAFVLGNR |
| QTDLLQEELK |  | PENKDFVGST |  | VSSVLRPGGD |  | VSGWGVLPCP |  | VAHSQGP    |

A: Аланін

C: Цистеїн

D: Аспарагінова кислота

E: Глутамінова кислота

F: Фенілаланін

G: Гліцин

H: Гістидин

I: Ізолейцин

K: Лізин

L: Лейцин

M: Метіонін

N: Аспарагін

P: Пролін

Q: Глутамін

R: Аргінін

S: Серин

T: Треонін

V: Валін

W: Триптофан

Локалізований у мембрані.